# Vico Torriani
Vico Torriani, születési nevén Ludovico Oxens Torriani (Genf, 1920. szeptember 21. — Agno, Ticino, 1998. február 25.) svájci színész és slágerénekes.

## Élete
Genfben született, lombardiai gyökerű családban. St. Moritz városában nőtt fel, ahol szakácsnak tanult, de már fiatalon többször fellépett énekesként is. Első saját éttermét Bázelben nyitotta, és szakácskönyveket is írt. Miután azonban 1945-ben megnyert egy tehetségkutató énekesversenyt, nyugat-európai turnéra indult, ennek eredményeként az évtized végén már a svájci, 1951-től pedig már a nyugat-németországi slágerlistákon is visszatérően fel-felbukkant a neve. Az 1950-es évek első éveitől kezdve egyre többször szerepelt svájci és nyugatnémet zenei műsorokban.
Később énekes színészként is közreműködött az 1950-es és ’60-as évek több zenés filmjének, operettjének és zenés színházi előadásának felvételein. 1958-ban versenybe szállt azért is, hogy ő képviselhesse Németországot az azévi Eurovíziós Dalfesztiválon, de alulmaradt Margot Hielscherrel szemben. Később jellemzően különféle slágerek és népies eredetű mulattató dalok előadójaként volt ismert, élete végéhez közeledve, 1995-ben Bambi-díjjal ismerték el egész életét átívelő zenei munkásságát.

## Öröksége
1963-ban magyar nyelvű felvételeket is készített (Nálam minden a régi maradt; Drágám, az élet)
Amikor karrierje csúcsán járt, sokan igyekeztek a nyomdokába lépni, utánozni, vagy parodizálni őt. Hazánkban Koós János elsőként Torriani-paródiákkal szerzett országos méretűnek tekinthető ismertséget. 

## Filmjei
- My Wife Is Being Stupid (1952)
- Street Serenade (1953)
- Guitars of Love (1954)
- Santa Lucia (1956)
- The Tour Guide of Lisbon (1956)
- The Star of Santa Clara (1958)
- Robert and Bertram (1961)
- I Must Go to the City (1962)
- Tetthely – Drei Schlingen (1977)